# Heinrich Gudehus

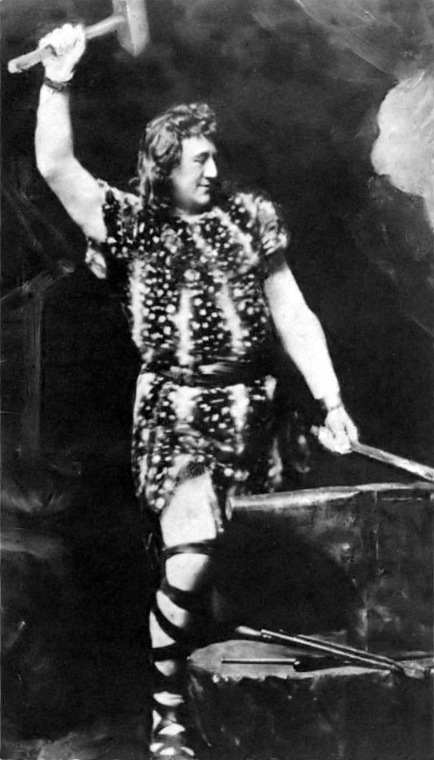
Heinrich Gudehus als Siegfried in Wagners Der Ring des Nibelungen

Heinrich Wilhelm Gudehus (* 30. März 1842 in Altenhagen bei Celle; † 9. Oktober 1909 in Dresden) war ein deutscher Opernsänger (Tenor).

## Leben

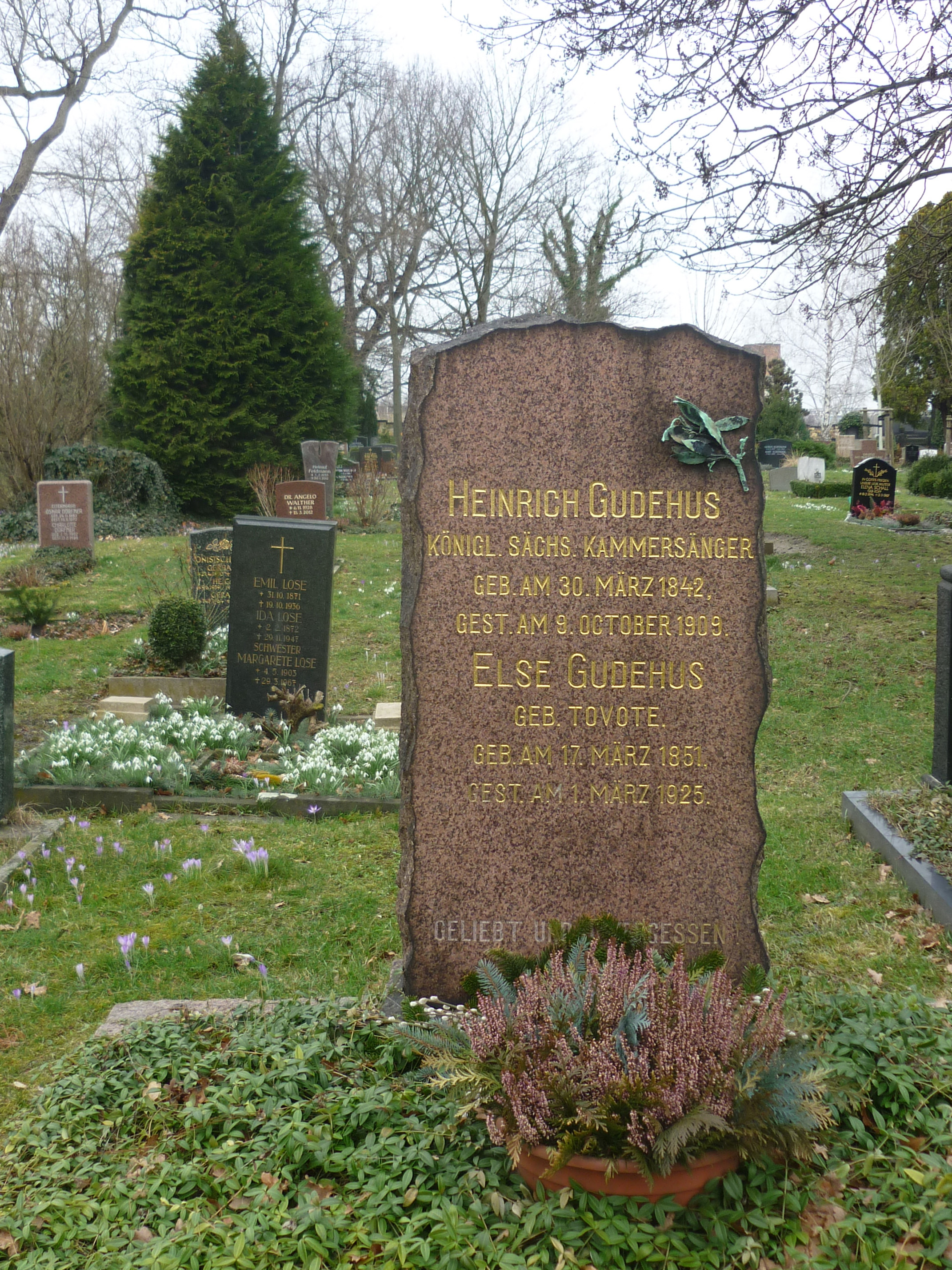
Grab von Heinrich Gudehus auf dem Alten Annenfriedhof in Dresden

Heinrich Gudehus war das vierte Kind des Schullehrers Heinrich Wilhelm Gudehus und dessen Ehefrau Marie Dorothee, geb. Martens. Heinrich Gudehus erhielt Klavier- und Orgelunterricht bei Heinrich Wilhelm Stolze (Stadt- und Schlossorganist in Celle); danach Ausbildung zum Lehrer und Anstellung an Celler Schulen. Ab 1866 war Gudehus als Lehrer, später auch als Turnlehrer in Goslar tätig; daneben versah er den Organistendienst an der Marktkirche in Goslar. Gudehus wendete sich dann aber dem Sologesang zu und beendete die Lehr- und Organistentätigkeit.
Gudehus trat 1870 als Eleve bei der Kgl. Hofoper Berlin ein. Nach ersten großen Erfolgen (u. a. als Tamino in Mozarts Zauberflöte) bat er um seine Entlassung, um seine Gesangsausbildung bei Malvina von Carolsfeld zu vervollkommnen.
Danach trat Gudehus an folgenden Bühnen auf: Stadttheater Riga (1875), Theater Lübeck (1876), Stadttheater Freiburg (1877), Stadt-Theater Hamburg (April 1878), Stadttheater Bremen (September 1878). Im Sommer 1879 wurde Gudehus als Gast an die Hofoper Dresden verpflichtet; von Mai 1880 bis 1890 war Gudehus fest dort engagiert.
Während seiner Tätigkeit an der Hofoper Dresden lernte Gudehus 1881 Richard Wagner kennen, der so überzeugt von Gudehus war, dass er ihn (neben Hermann Winkelmann) zu einem der ersten beiden Sänger des 1882 uraufgeführten Bühnenweihfestspiels Parsifal der Bayreuther Festspiele wählte. Auch 1884 und 1886 sang Gudehus bei den Festspielen (erster Tristan, Stolzing). Gastspiele führten Gudehus 1884 an die Covent-Garden-Oper in London, 1888 nach Riga und 1890/1891 an die Metropolitan Opera New York. Von 1890 bis 1895 war er festes Ensemblemitglied an der Kgl. Hofoper Berlin. 1896 trat Gudehus in den Ruhestand und war anschließend (ab 1899) als Lehrer für Gesang tätig. Beim sog. Leipziger Bankkrach verlor er erhebliches Vermögen (1901). Heinrich Gudehus wurde auf dem Alten Annenfriedhof in Dresden begraben.

## Familie
Heinrich Gudehus heiratete am 17. Juli 1866 in Celle Caroline Johanne Klippel; sie verstarb nach einer Totgeburt am 2. Mai 1867 in Goslar. Daraufhin heiratete Gudehus in Celle am 20. Dezember 1868 die Schwester seiner ersten Frau, Dorothee Friederike. Auch diese verstarb bald, am 7. Dezember 1869. In dritter Ehe war Gudehus mit Elisabeth Tovote verheiratet (Hochzeit am 22. Mai 1877 in Meppen); dieser Ehe entstammen zwei Töchter und zwei Söhne.

## Ehrungen und Auszeichnungen
Die Stadt Dresden benannte im Stadtteil Reick die Gudehusstraße nach Heinrich Gudehus.